# Brigitte McMahon
Brigitte McMahon (Baar, 25 marzo 1967) è un'ex triatleta svizzera.
Dopo aver vinto la medaglia d'oro nella gara di triathlon alle Olimpiadi di Sydney 2000, ha preso parte anche alla gara di Atene 2004, giungendo però solo al decimo posto. Nel 2005 è stata trovata positiva a un controllo antidoping, venendo sospesa per due anni. In seguito alla squalifica la McMahon ha deciso di ritirarsi.

## Palmarès
- Giochi olimpici
  - Sydney 2000: oro